# Sprzężenie elektromagnetyczne
Sprzężenie elektromagnetyczne – sposób przenikania prądu elektrycznego pomiędzy obwodami, które nie są ze sobą bezpośrednio połączone.

## Rezystancyjne
Występują, gdy sprzężone obwody elektryczne posiadają wspólną impedancję, pomimo rozpatrywania impedancji zwyczajowo nazywane sprzężeniem rezystancyjnym.
W poniższym przykładzie jest to wspólna impedancja doziemna. Prąd wpływający do uziomu rozpływa się we wszystkich kierunkach proporcjonalnie do impedancji gruntu. Część tego prądu może wpływać do pobliskich uziomów a poprzez to do przyłączonych do nich obwodów zakłócając ich pracę.
Potencjał zakłócenia obwodu zainfekowanego można wyznaczyć z prawa Ohma.
{\displaystyle U_{zak.}=I_{zak.}R_{M},}
gdzie:
{\displaystyle U_{zak.}} – obliczany potencjał zakłócenia,
{\displaystyle I_{zak.}} – prąd zakłócenia,
{\displaystyle R_{M}} – wspólna impedancja obwodów.

## Pojemnościowe
Występują, gdy różne obwody elektryczne są ze sobą połączone poprzez pojemność elektryczną.
Na ogół jest to tzw. pojemność pasożytnicza, czyli niezamierzony układ dwóch przewodzących elementów różnych obwodów przedzielonych izolacją.
Napięcie indukowane w zainfekowanym obwodzie można wyliczyć ze wzoru
{\displaystyle I_{zak.}=C_{M}{\frac {dU_{zak}}{dt}},}
gdzie {\displaystyle C_{M}} – wspólna pojemność rozpatrywanych obwodów.

## Indukcyjne
Jest to sprzężenie obwodów elektrycznych zawierających cewki, polegające na przenoszeniu energii elektrycznej (lub sygnałów elektrycznych) z jednego obwodu elektrycznego do drugiego za pośrednictwem pola magnetycznego.